# رد فورک (اوکلاهما)
رد فورک (به انگلیسی: Red Fork) یک منطقهٔ مسکونی در ایالات متحده آمریکا است که در شهرستان تالسا، اکلاهما واقع شده‌است.